# 束荷村
束荷村（つかりそん）は、山口県熊毛郡にあった村。現在の光市束荷にあたる。出身著名人に伊藤博文がいる。

## 歴史
- 1889年（明治22年）4月1日 - 町村制の施行により、近世以来の束荷村が単独で自治体を形成。
- 1943年（昭和18年）11月3日 - 岩田村・三輪村・塩田村と合併して大和村が発足。同日束荷村廃止。

## 出身有名人
- 伊藤博文